# Colobothea sejuncta
Colobothea sejuncta är en skalbaggsart som beskrevs av Bates 1865. Colobothea sejuncta ingår i släktet Colobothea och familjen långhorningar. Inga underarter finns listade i Catalogue of Life.